# XXIX Universiade

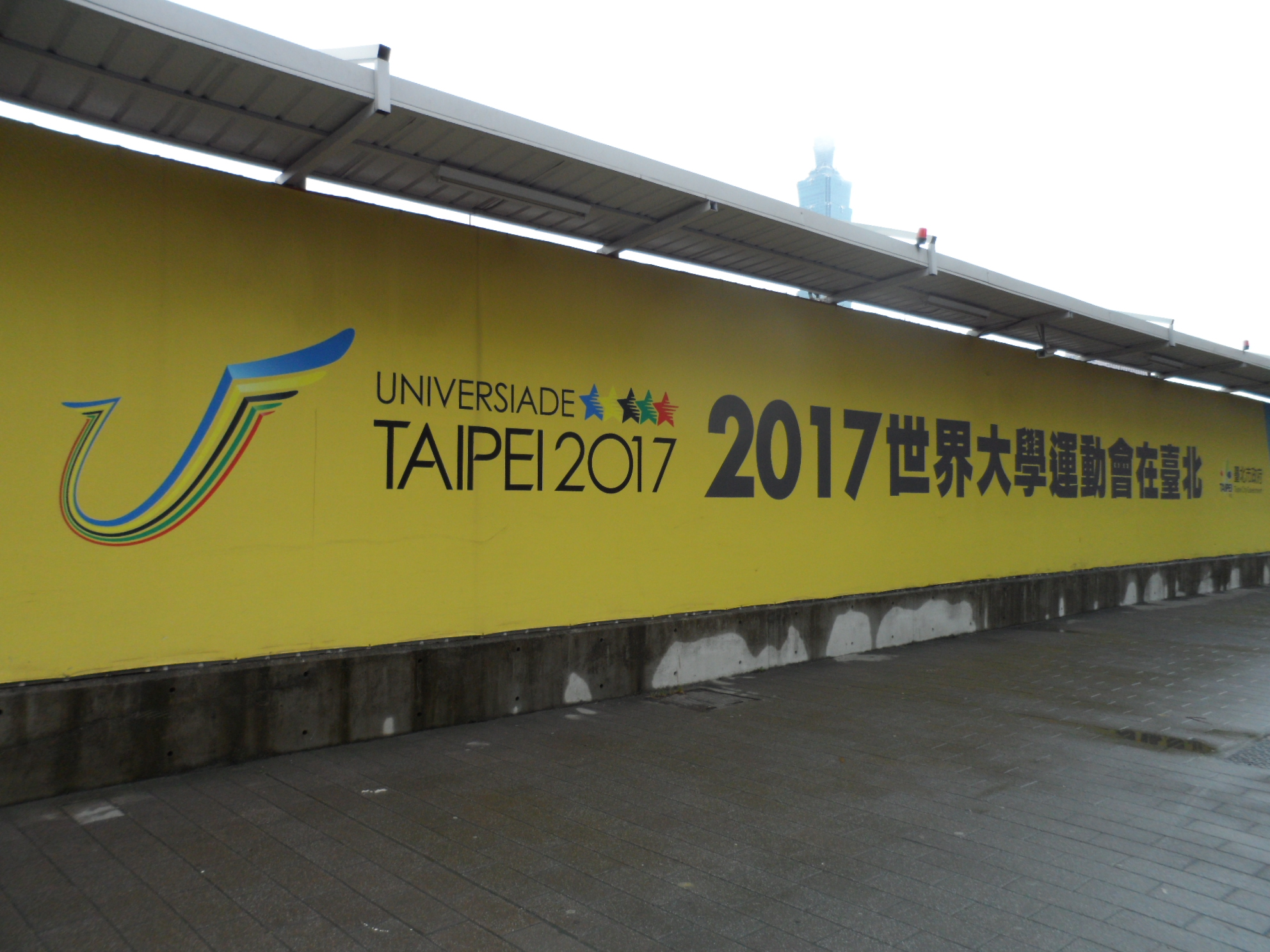
XXIX Universiade

La XXIX Universiade estiva (第二十九屆夏季世界大學運動會) si è svolta dal 19 agosto al 30 agosto 2017 a Taipei.

## Selezione della sede
Il 1º settembre 2008 la FISU ha reso noto il calendario della procedura d'assegnazione della manifestazione.
- Fase di candidatura
- 1º settembre 2010: apertura delle candidature[1]
- 2 maggio 2011: scadenza per la consegna delle lettere d'intenti
- ottobre e novembre 2011: ispezioni delle città da parte del comitato di valutazione
- novembre 2011: presentazioni finali e assegnazione dell'Universiade

Due città si proposero per ospitare l'evento, Brasilia e Taipei, capitali rispettivamente di Brasile e Taiwan.

## Programma

### Discipline sportive
Il programma di Taipei 2017 prevede che si disputino i seguenti 22 sport:
- Atletica leggera (dettagli)
- Badminton (dettagli)
- Baseball (dettagli)
- Biliardo (dettagli)
- Calcio (dettagli)
- Ginnastica:
 Ginnastica artistica (dettagli)
 Ginnastica ritmica (dettagli)
- Golf (dettagli)
- Judo (dettagli)
- Nuoto (dettagli)
- Pallacanestro (dettagli)
- Pallanuoto (dettagli)
- Pallavolo (dettagli)
- Pattinaggio a rotelle (dettagli)
- Scherma (dettagli)
- Sollevamento pesi (dettagli)
- Taekwondo (dettagli)
- Tennis (dettagli)
- Tennistavolo (dettagli)
- Tiro con l'arco (dettagli)
- Tuffi (dettagli)
- Wushu (dettagli)

## Mascotte
La mascotte dei giochi era Bravo the Bear (cinese: 熊讚; pinyin: Xióng Zàn), un orso nero di Formosa. Si dice che la V bianca sul petto dell'orso nero di Formosa e la medaglia d'oro rappresentino la speranza degli atleti dei giochi nel perseguire i sogni e la vittoria. L'orso nero viene scelto per il suo status di specie a rischio di estinzione a Taiwan e rappresenta l'impegno nella protezione dell'ambiente naturale. Il nome della mascotte, Bravo, che in italiano è espressione di approvazione, è stato scelto per rappresentare il coraggio degli atleti nel raggiungere risultati eccezionali.

### Logo
Il logo dei giochi era un'immagine stilizzata del carattere cinese Běi (北), lo stesso carattere del secondo carattere della città ospitante, Taipei (臺北 Táiběi). Il logo era basato sulla forma della lettera U, che sta per Universiadi, United e University. È stato scelto per rappresentare la passione, la vitalità, la speranza e la positività. La combinazione di cinque colori del logo (blu, giallo, nero, verde e rosso) rappresenta l'assemblea di atleti universitari di tutto il mondo per competere. Il logo è stato disegnato da Yu Ming-lung.

## Calendario
| OC | Cerimonia d'Apertura | ● | Gara | 1 | Finale | CC | Cerimonia di Chiusura |

| Agosto                           | 18 Ven | 19 Sab | 20 Dom | 21 Lun | 22 Mar | 23 Mer | 24 Gio | 25 Ven | 26 Sab | 27 Dom | 28 Lun | 29 Mar | 30 Mer | Sport  |
| -------------------------------- | ------ | ------ | ------ | ------ | ------ | ------ | ------ | ------ | ------ | ------ | ------ | ------ | ------ | ------ |
| Cerimonie                        |        | OC     |        |        |        |        |        |        |        |        |        |        | CC     |        |
| Tiro con l'arco                  |        |        | ●      | ●      | ●      | 5      | 5      |        |        |        |        |        |        | 10     |
| Atletica                         |        |        |        |        |        | 2      | 6      | 9      | 12     | 11     | 10     |        |        | 50     |
| Badminton                        |        |        |        |        |        | ●      | ●      | 1      |        | ●      | ●      | 5      |        | 6      |
| Baseball                         |        |        | ●      |        | ●      | ●      |        | ●      | ●      | ●      | ●      | 1      |        | 1      |
| Pallacanestro                    |        |        | ●      | ●      | ●      | ●      | ●      | ●      | ●      | ●      | 1      | 1      |        | 2      |
| Tuffi                            |        |        | 2      | 2      | 1      | 1      | 3      | 1      | 1      | 2      |        |        |        | 13     |
| Scherma                          |        |        | 2      | 2      | 2      | 2      | 2      | 2      |        |        |        |        |        | 12     |
| Calcio                           | ●      | ●      | ●      | ●      | ●      | ●      | ●      | ●      | ●      | ●      | 1      | 1      |        | 2      |
| Golf                             |        |        |        |        |        |        | ●      | ●      | ●      | 4      |        |        |        | 4      |
| Ginnastica (Artistica - Ritmica) |        | ●      | 1      | 1      | 2      | 10     |        |        |        | ●      | 2      | 6      |        | 22     |
| Judo                             |        |        | 4      | 4      | 4      | 4      | 2      |        |        |        |        |        |        | 18     |
| Pattinaggio a rotelle            |        |        |        | 4      | 4      | 4      |        | 2      | 2      |        |        |        |        | 16     |
| Nuoto                            |        |        | 4      | 5      | 5      | 7      | 4      | 7      | 8      | 2      |        |        |        | 42     |
| Tennistavolo                     |        |        |        |        | ●      | ●      | ●      | ●      | 2      | 1      | 2      | 2      |        | 7      |
| Taekwondo                        |        |        | 2      | 3      | 4      | 4      | 4      | 4      | 2      |        |        |        |        | 23     |
| Tennis                           |        |        |        | ●      | ●      | ●      | ●      | ●      | ●      | ●      | 2      | 5      |        | 7      |
| Pallavolo                        |        |        | ●      | ●      | ●      | ●      | ●      | ●      | ●      | ●      | 1      | 1      |        | 2      |
| Pallanuoto                       | ●      | ●      | ●      | ●      | ●      | ●      | ●      | ●      | ●      | ●      | ●      | 1      | 1      | 2      |
| Sollevamento pesi                |        |        | 3      | 3      | 2      | 2      | 3      | 3      |        |        |        |        |        | 16     |
| Wushu                            |        |        |        |        |        |        |        |        | ●      | 2      | 2      | 12     |        | 16     |
| Biliardo                         |        |        |        |        |        |        |        | ●      | ●      | 2      | ●      | 2      |        | 4      |
| Totale                           | 0      | 0      | 18     | 24     | 24     | 41     | 29     | 29     | 27     | 24     | 21     | 37     | 1      | 275    |
| Totale cumulativo                | 0      | 0      | 18     | 42     | 66     | 107    | 136    | 165    | 192    | 216    | 237    | 274    | 275    |        |
| Agosto                           | 18 Ven | 19 Sab | 20 Dom | 21 Lun | 22 Mar | 23 Mer | 24 Gio | 25 Ven | 26 Sab | 27 Dom | 28 Lun | 29 Mar | 30 Mer | Totale |

## Medagliere
Nazione ospitante 
| Posizione | Paese           | Oro | Argento | Bronzo | Totale |
| --------- | --------------- | --- | ------- | ------ | ------ |
| 1         | Giappone        | 37  | 27      | 37     | 101    |
| 2         | Corea del Sud   | 30  | 22      | 30     | 82     |
| 3         | Taipei cinese   | 26  | 34      | 30     | 90     |
| 4         | Russia          | 25  | 31      | 38     | 94     |
| 5         | Stati Uniti     | 16  | 19      | 16     | 51     |
| 6         | Ucraina         | 12  | 11      | 13     | 36     |
| 7         | Corea del Nord  | 12  | 5       | 6      | 23     |
| 8         | Italia          | 9   | 6       | 17     | 32     |
| 9         | Cina            | 9   | 6       | 2      | 17     |
| 10        | Iran            | 8   | 4       | 11     | 23     |
| 11        | Polonia         | 7   | 9       | 9      | 25     |
| 12        | Germania        | 7   | 6       | 11     | 24     |
| 13        | Messico         | 6   | 5       | 11     | 22     |
| 14        | Ungheria        | 5   | 5       | 4      | 14     |
| 15        | Francia         | 4   | 5       | 8      | 17     |
| 16        | Canada          | 4   | 5       | 4      | 13     |
| 17        | Australia       | 4   | 3       | 2      | 9      |
| 18        | Rep. Dominicana | 4   | 2       | 0      | 6      |
| 19        | Serbia          | 4   | 0       | 0      | 4      |
| 20        | Turchia         | 3   | 7       | 6      | 16     |
| 21        | Kazakistan      | 3   | 6       | 7      | 16     |
| 22        | Bielorussia     | 3   | 4       | 2      | 9      |
| 23        | Romania         | 3   | 2       | 6      | 11     |
| 24        | Azerbaigian     | 3   | 1       | 4      | 8      |
| 25        | Lituania        | 3   | 1       | 3      | 7      |
| 26        | Armenia         | 2   | 4       | 6      | 12     |
| 27        | Thailandia      | 2   | 5       | 6      | 13     |
| 28        | Brasile         | 2   | 4       | 6      | 12     |
| 29        | Portogallo      | 2   | 1       | 2      | 5      |
| 30        | Hong Kong       | 2   | 0       | 2      | 4      |
| 31        | Paesi Bassi     | 2   | 0       | 1      | 3      |
| 32        | Macao           | 2   | 0       | 0      | 2      |
| 33        | Colombia        | 1   | 3       | 7      | 11     |
| 34        | Finlandia       | 1   | 1       | 2      | 4      |
| 35        | Svizzera        | 1   | 1       | 1      | 3      |
| 35        | Uganda          | 1   | 1       | 1      | 3      |
| 37        | Cuba            | 1   | 1       | 0      | 2      |
| 38        | Vietnam         | 1   | 0       | 4      | 5      |
| 39        | Rep. Ceca       | 1   | 0       | 2      | 3      |
| 40        | Austria         | 1   | 0       | 1      | 2      |
| 41        | Irlanda         | 1   | 0       | 0      | 1      |
| 41        | Giamaica        | 1   | 0       | 0      | 1      |
| 41        | Kirghizistan    | 1   | 0       | 0      | 1      |
| 44        | Sudafrica       | 0   | 5       | 0      | 5      |
| 45        | Regno Unito     | 0   | 3       | 6      | 9      |
| 46        | Malaysia        | 0   | 3       | 4      | 7      |
| 47        | Algeria         | 0   | 3       | 2      | 5      |
| 48        | Cipro           | 0   | 2       | 0      | 2      |
| 49        | Lettonia        | 0   | 1       | 2      | 3      |
| 50        | Bahamas         | 0   | 1       | 1      | 2      |
| 50        | Slovacchia      | 0   | 1       | 1      | 2      |
| 50        | Svezia          | 0   | 1       | 1      | 2      |
| 53        | Argentina       | 0   | 1       | 0      | 1      |
| 53        | Burkina Faso    | 0   | 1       | 0      | 1      |
| 53        | Estonia         | 0   | 1       | 0      | 1      |
| 53        | India           | 0   | 1       | 0      | 1      |
| 53        | Mongolia        | 0   | 1       | 0      | 1      |
| 53        | Filippine       | 0   | 1       | 0      | 1      |
| 53        | Spagna          | 0   | 1       | 0      | 1      |
| 62        | Belgio          | 0   | 0       | 1      | 1      |
| 62        | Giordania       | 0   | 0       | 1      | 1      |
| 62        | Moldavia        | 0   | 0       | 1      | 1      |
| 62        | Norvegia        | 0   | 0       | 1      | 1      |
| 62        | Nuova Zelanda   | 0   | 0       | 1      | 1      |
| Totale    | Totale          | 273 | 271     | 342    | 886    |